# Nokia Lumia 820
Nokia Lumia 820 — смартфон, разработанный компанией Nokia, на базе операционной системы Windows Phone 8. Представлен и поступил в продажу одновременно с флагманской моделью — Nokia Lumia 920. Nokia Lumia 820 оснащен 4,3-дюймовым AMOLED-дисплеем с поддержкой технологии ClearBlack, двухъядерным процессором с тактовой частотой 1,5 Ггц и 8-мегапиксельной основной камерой с объективом Carl Zeiss. Телефон поддерживает стандарт LTE и стандарт беспроводной зарядки Qi (при помощи дополнительной сменной панели). Это первый смартфон Nokia на Windows Phone 8, который имеет слот для карт памяти microSD.

## Характеристики

### Корпус, клавиши
Одной из особенностей смартфона является возможность полной смены корпуса с целью добавления различных функций, недоступных «из коробки». В продажу поступили корпуса, добавляющие возможность беспроводной зарядки и использования технологии NFC, защитные противоударные корпуса и разноцветные корпуса для кастомизации телефона. Возможность смены корпуса позволит обновить телефон в случае поломки панели, получить доступ к слоту карты памяти, легко поменять отслужившую батарею и защитить телефон для увеличения срока службы.

### Процессор, память
Аппарат продается с встроенной памятью объёмом 8 Гб, также поддерживается расширение памяти с помощью карт micro-SD максимальным объёмом до 64Гб. Кроме того, пользователю доступно 7 Гб в облачном хранилище OneDrive.
Смартфон оснащен двухъядерным процессором Qualcomm MSM8960 с частотой 1,5 ГГц и графическим процессором Qualcomm Adreno 225, объём встроенной оперативной памяти равен 1 Гб.

### Экран
В Nokia Lumia 820 установлен сенсорный AMOLED-дисплей с использованием технологии ClearBlack, оснащенный поляризационным фильтром и высокочувствительным сенсором Synaptics ClearPad 3250, благодаря чему экран реагирует на прикосновения даже в перчатках либо на управление другими предметами. Разрешение экрана составляет 480 на 800 пикселей. Экран емкостный и поддерживает технологию Multipoint-Touch. Дисплей защищён устойчивым к царапинам стеклом Gorilla Glass 2.

### Камера
Основная камера обладает разрешением 8 Мпикс и оснащена объективом Carl Zeiss Tessar. Максимальное разрешение снимка составляет 3264 x 2448 пикселей. Камера оснащена системой автофокуса. Снимок производится непосредственно нажатием на двухступенчатую кнопку затвора.

### Связь
Lumia 820 оснащена такими модулями, как 4G, NFC. Также имеется модуль Wi-Fi 802.11 a/b/g/n, поддержка DLNA, устройство может выступать в роли роутера с помощью функции «Общий интернет» (Wi-Fi HotSpot), поддерживается Bluetooth 3.1 и USB v2.0.

### Индукционная зарядка, питание
В стандартной поставке смартфон не поддерживает индукционную зарядку, для использования этой функции необходимо приобрести сменный корпус CC-3041 с данной функцией и саму беспроводную зарядку.

## Операционная система
Nokia Lumia 820 работает под управлением операционной системы Windows Phone 8.1. Как и все остальные телефоны Lumia, 820-я модель продается с предустановленными эксклюзивными приложениями Nokia. В российской версии предустановлены приложения Nokia Транспорт, Карты Nokia, Навигатор Nokia и Музыка Nokia. Остальные приложения могли быть загружены в специальном разделе Магазина — Эксклюзивы Nokia.